# Syndicat des locataires
Le Syndicat des locataires, fondé dans les années 70 par un groupe de locataires et de travailleurs sociaux, est une organisation pluraliste de locataires de Belgique.

## Organisation
Organisation pluraliste de locataires, le Syndicat des locataires lutte pour que soit reconnu en Belgique le Droit à l’Habitat qui se définit comme suit :
« Toute personne a droit à un habitat décent dont la charge logement (loyer + charges) doit être compatible avec ses ressources. Ce droit est garanti par l’État fédéral » et les Régions et donc opposable à ces derniers.
Informer, organiser et défendre les locataires sont les autres objectifs essentiels de cette organisation.
Ce mouvement est reconnu comme Groupement d’éducation permanente par la Communauté française de Belgique et comme « Groupe expert » auprès de divers pouvoirs publics dont notamment la "Service public régional de Bruxelles - Bruxelles Logement".

## Présentation
Il combat pour le Droit à l'Habitat pour tous tant au niveau national qu'international. Il fait partie de l'Alliance internationale des locataires (en) (IUT).
Il est dirigé actuellement par José Garcia, son secrétaire général.